# 1755 год в науке
В 1755 году произошли различные научные и технологические события, некоторые из которых представлены ниже.

## События
- 23 января — императрица Елизавета Петровна подписала указ об учреждении в Москве первого российского университета, по проекту Михаила Ломоносова и графа Ивана Ивановича Шувалова.
- И. Кант опубликовал «Всеобщую естественную историю и теорию неба», в которой предложил модель Млечного Пути, толкование туманных звёзд как звёздных систем и пр[1].
- Лакайль составил список 42 туманностей южного неба и каталог, содержащий около 10000 звёзд южного неба.

## Родились
- 11 апреля — Джеймс Паркинсон, английский врач, химик и геолог.
- 1 июля — Христиан Фридрих фон Глюк, немецкий юрист, профессор Эрлангенского университета (ум.1831).
- 7 сентября — Иван Рижский, русский филолог. Первый ректор Харьковского университета.

## Скончались
- 20 мая — Иоганн Георг Гмелин, немецкий путешественник.